# Надь, Адам (футболист)
А́дам Надь (венг. Nagy Ádám; род. 17 июня 1995, Будапешт) — венгерский футболист, полузащитник клуба «Пиза» и сборной Венгрии. Выступает на правах аренды за клуб «Специя». Участник чемпионатов Европы 2016, 2020 и 2024 годов.

## Клубная карьера
Надь — воспитанник клуба «Ференцварош». 16 мая 2015 года в матче против «Пакша» он дебютировал в чемпионате Венгрии. В том же году Адам помог клубу выиграть Кубок Венгрии и кубок лиги, а также завоевать второе место в чемпионате.
Летом 2016 года Надь перешёл в итальянскую «Болонью». 21 августа в матче против «Кротоне» он дебютировал в итальянской Серии A. 15 апреля 2018 года в поединке против «Эллас Верона» Адам забил свой первый гол за «Болонью».
Летом 2019 года Надь перешёл в английский «Бристоль Сити», подписав контракт на 3 года с возможностью продления. Сумма трансфера составила 2,5 млн. евро. 10 августа в матче против «Бирмингем Сити» он дебютировал в Чемпионшипе. 17 августа в поединке против «Куинз Парк Рейнджерс» Ажам забил свой первый гол за «Бристоль Сити». Летом 2021 года Надь подписал контракт с «Пизой». В поединке против «Тернаны» он дебютировал в итальянской Серии B.
В начале 2024 года Надь на правах аренды перешёл в «Специю». 3 февраля в матче против «Катандзаро» он дебютировал за новый клуб.

## Международная карьера
В 2015 году в составе молодёжной сборной Венгрии Надь принял участие в молодёжном чемпионате мира в Новой Зеландии. На турнире он принял участие в матчах против команд Северной Кореи, Бразилии, Нигерии и Сербии.
7 сентября 2015 года в отборочном матче чемпионата Европы 2016 против сборной Северной Ирландии Адам дебютировал за сборную Венгрии.
В 2016 году Адам в составе сборной принял участие в чемпионате Европы во Франции. На турнире он сыграл в матчах против команд Австрии, Исландии и Бельгии.
18 ноября 2018 года в матче Лиги Наций против сборной Финляндии Надь забил свой первый гол за национальную команду.
В 2021 году Надь принял участие в чемпионате Европы. На турнире он сыграл в матчах против Португалии, Франции и Германии. 8 сентября того же года в отборочном матче чемпионата мира 2022 против сборной Андорры Эндре забил свой первый гол за национальную команду.
В 2024 году Надь в третий раз принял участие в чемпионате Европы 2024 в Германии. На турнире он сыграл в матчах против сборных Германии, Швейцарии и Шотландии.

### Голы за сборную Венгрии
| #  | Дата           | Место                   | Противник  | Счёт | Результат | Соревнование              |
| -- | -------------- | ----------------------- | ---------- | ---- | --------- | ------------------------- |
| 1. | 18 ноября 2018 | Групама Арена, Будапешт | Финляндия  | 2:0  | 2:0       | Лига наций УЕФА 2018/2019 |
| 2. | 19 ноября 2023 | Ференц Пушкаш, Будапешт | Черногория | 3:1  | 3:1       | Квалификация на ЧЕ 2024   |

## Достижения
Командные
 «Ференцварош»
- Чемпион Венгрии: 2015/16
- Обладатель Кубка Венгрии — 2014/2015
- Обладатель Кубка венгерской лиги — 2014/2015
- Обладатель Суперкубка Венгрии — 2015